# Selenosporopsis elegans
Selenosporopsis elegans är en svampart som beskrevs av R.F. Castañeda & W.B. Kendr. 1991. Selenosporopsis elegans ingår i släktet Selenosporopsis, divisionen sporsäcksvampar och riket svampar.   Inga underarter finns listade i Catalogue of Life.